# Pyrola rotundifolia
Espèce
Classification APG III (2009)
Statut de conservation UICN

 LC  : Préoccupation mineure
La Pyrole (ou Pirole) à feuilles rondes (Pyrola rotundifolia) est une espèce de plante à fleurs de la famille des Éricacées (ou des Pyrolacées selon la classification classique).

## Description
C'est une plante herbacée.

## Répartition
L'espèce est trouvée en Europe et en Asie.

## Statuts de protection, menaces
L'espèce n'est pas encore évaluée à l'échelle mondiale et européenne par l'UICN. En France, elle est classée comme non préoccupante . Toutefois localement l'espèce peut se raréfier : elle est considérée en danger-critique (CR) en région Centre et Pays de la Loire; en danger (EN) en Limousin et Auvergne, comme vulnérable (VU) en Alsace, Île de France, Basse-Normandie, Bretagne, Franche-Comté, Bourgogne ; proche du seuil des espèces menacées ou qui pourraient être menacées si des mesures de conservation spécifiques n'étaient pas prises, en Haute-Normandie et Picardie.

## Biologie
La Pyrole à feuilles rondes développe des mycorhizes.

## Propriétés et utilisations
La pyrole ou pirole à feuilles rondes est utilisée en médecine traditionnelle chinoise dans le traitement de la névralgie, de l’hémorragie gastrique et pulmonaire et de l’arthrite. Elle montre également une activité antibiotique in-vitro contre des bacilles pathogènes pour l'Homme.